# KevJumba
Kevin Wu (kinesisk 吴凯文) (født 12. juni 1990) er en kinesisk-amerikansk og Taiwanesisk-amerikansk komiker og YouTube kendis som er mest kendt for hans YouTube-kanal KevJumba, som i august 2012 var den fjortende mest abonnérede på YouTube. Kevin har desuden youtube-kanalen Jumbafund. I 2010 var Kevin og hans far (Michael Wu) med i den syttende sæson af The Amazing Race hvor de kom på syvendepladsen.

## Kevins YouTube videoer
Kevin Wu er kendt for hans humoristiske videoer på YouTube. Da Kevins video I Have to Deal With Stereotypes var på YouTubes forside begyndte hans visninger at stige markant. I hans video I Love My Dad var hans far PapaJumba (Michael Wu) med. Efterfølgende var med i en række af hans videoer, og optræder stadigvæk i få videoer i dag. I juni 2010 havde Kevin Wu mere end 2 millioner abonnenter og mere end 25 millioner kanal-visninger og på det tidspunkt havde hans videoer sammenlagt 91,9 millioner visninger.
Den 29. maj 2008 var Kevin Wu en af tre Øst-Asiatere under 21 som var med i YouTubes top 5 mest abonnérede youtubere. Kevin Wus videoer har modtaget svar fra Ella Koon, Jessica Alba og Baron Davis. 
Yao Ming og Jeremy Lin har desuden optrådt i Kevins videoer.

## Cartoon Network
Kevin Wu er i øjeblikket med i Cartoon Network's Flicks. Han er den anden internetsensation der optæder i Cartoon Network. Den anden er Annoying Orange. Fred Figglehorn og Ryan Higa (nigahiga) har optrådt på Cartoon Networks rival-kanal Nickelodeon.

## YTF
I 2011 begyndte Kevin Wu at lave videoer i YTF sammen med en række af andre kendte YouTubere. Gruppen havde deres første koncert d. 9. oktober 2011 i Honolulu på Hawaii.

## JumbaFund
JumbaFund er Kevin Wu's anden YouTube-kanal hvor pengene han tjener på videoerne går til velgørenhed. Han har fået en skole i Kenya opkaldt efter sig Jumba Lenana Academy